# Mor er ikke hjemme
Mor er ikke hjemme er en dansk kortfilm fra 1950 instrueret af Holger Jensen. Den består af uddrag fra den længere film Tak for sidst, der udgør en selvstændig handling.

## Handling
Lasse er ustyrlig, da han er alene hjemme med sine søstre. Alle ånder lettet op, når mor kommer hjem.